# Tha Block Is Hot (canção)
Tha Block Is Hot é o single de estreia do rapper norte-americano Lil Wayne, lançado como primeiro single no seu álbum de estreia homônimo. A música ficou entre 50 melhores músicas de hip-hop de todos os tempos pela VH1 em 2008.

## Charts
| Chart (1999/2000)           | Posição |
| --------------------------- | ------- |
| U.S. Billboard Hot 100      | 65      |
| Billboard R&B/Hip-Hop Songs | 24      |
| Billboard Rap Songs         | 27      |